# فيكتور كورديرو
فيكتور كورديرو (بالإسبانية: Víctor Cordero)‏ هو لاعب كرة قدم كوستاريكي في مركز الدفاع، ولد في 9 نوفمبر 1973 في سان خوسيه في كوستاريكا. شارك مع منتخب كوستاريكا لكرة القدم. أما مع النوادي، فقد لعب مع ديبورتيفو سابريسا.

## وصلات خارجية
- فيكتور كورديرو على موقع الاتحاد الدولي (مؤرشف)  (الإنجليزية)
- فيكتور كورديرو على موقع قاعدة بيانات كرة القدم.إي يو (الإنجليزية)
- فيكتور كورديرو على موقع ناشيونال فوتبول تيمز (الإنجليزية)